# 1700 w polityce

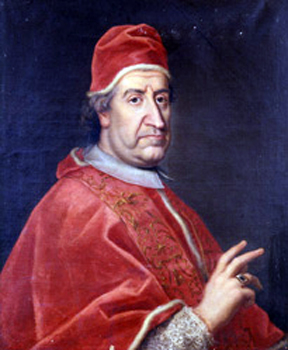
Klemens XI

Wydarzenia polityczne w 1700 roku.

## Wydarzenia
- Giovanni Francesco Albani został papieżem[1].

## Urodzili się
- Franciszek Salezy Potocki, polski arystokrata[2].
- Laurence Richardson, irlandzki biskup katolicki[3].